# Óno Taiicsi
Óno Taiicsi (大野 耐一, nyugaton: Taiichi Ohno) (Talien, Kvantung Bérleti Terület, Kína, 1912. február 29. – Toyota City, Japán, 1990. május 28.), japán mérnök, üzletember. Őt tekintik a Toyota Termelési Rendszer (TPS) atyjának, ebből a rendszerből alakult ki a lean menedzsment elmélete.

## Pályafutása
A nagojai műszaki középiskolában végzett, majd a Tojoda család egyik vállalkozásában, a Toyoda Automatic Loom Worksnél kezdett el dolgozni 1932-ben. Ebben a szövödében kezdte el továbbfejleszteni Tojoda Kiicsiró Just In Time (JIT)-koncepcióját, hogy a megfelelő időben, a megfelelő mennyiségben legyenek képesek a szükséges termékeket előállítani, a veszteségek kiküszöbölésével. A II. világháború alatt a szövöde autógyárrá alakult Toyoda Motor Company néven.
Óno feladata volt a termelés átalakítása. A háború utáni nyersanyaghiány és a vevők igényeinek a felismerése vezetett oda, hogy Óno kifejlesztette a később TPS-ként ismert hatékonyságjavító rendszerét. Az ő nevéhez fűződik a gyártási folyamatokban előforduló veszteségtípusok 7 csoportba kategorizálása, és az ő nevét viseli a TPS egyik folyamatmegfigyelő eszköze, az Ohno-kör. Továbbfejlesztette a JIT-et, kialakította a húzóelv szerint működő gyártósorokat. Egy az Egyesült Államokban tett látogatása után kialakította a szupermarket-rendszert.
Tevékenysége eredményeképpen a Toyota a világ egyik vezető autómárkája lett, sok mérnököt tanított meg a TPS-re, akik később tanácsadóként is közreműködtek más cégeknél. Az ő működésüknek is köszönhetően a TPS világszerte elterjedt, majd az 1980-as években lean néven alakult újjá. Óno 1954-ben igazgató, 1964-ben ügyvezető igazgató, 1970-ben vezérigazgató lett, majd 1975-ben alelnök. 1978-ban vonult vissza a munkától.

## Művei
- Toyota Production System: Beyond Large-Scale Production, Productivity Press, 1988, ISBN 0-915299-14-3
- Workplace Management, Productivity Press, 1988, ISBN 0-915299-19-4
- Taiichi Ohno's Workplace Management by Taiichi Ohno, Gemba Press, 2007, ISBN 978-0-9786387-5-7, ISBN 0-9786387-5-1

## Fordítás
- Ez a szócikk részben vagy egészben  a   Taiichi Ohno című angol Wikipédia-szócikk ezen változatának fordításán alapul.  Az eredeti cikk szerkesztőit annak laptörténete sorolja fel. Ez a jelzés csupán a megfogalmazás eredetét és a szerzői jogokat jelzi, nem szolgál a cikkben szereplő információk forrásmegjelöléseként.